# やまざきかずお
やまざき かずお（1949年2月12日 - ）は、日本のアニメ監督、アニメーター、アニメーション演出家。東京都文京区出身。アニメーターとしては、本名である漢字表記の「山崎和男」名義も使用。スタジオディーンやサンライズ、マッドハウスに所属していた。

## 人物
当初はSF関係の出版社に入社するつもりだったが、面接までの間に偶然見た新聞の求人広告の“絵の好きな人なら素人も可”の言葉に惹かれ、アニメ業界へ入る。
初期は『超電磁マシーン ボルテスV』や『無敵超人ザンボット3』、『無敵鋼人ダイターン3』、『機動戦士ガンダム』などの作画、絵コンテ、演出を担当。
1981年、所属するスタジオディーンが『うる星やつら』の作画をグロス請けしたのに伴い、作画監督を務める。丁寧な作画技術は監督の押井守からも評価されており、劇場版の『うる星やつら2 ビューティフル・ドリーマー』でも作画監督（もりやまゆうじと連名）をテレビシリーズから抜ける形で務めている。その後、1984年4月放映分より押井の後任として、同作のチーフ・ディレクターを担当。劇場版二作の監督も務めた。
当初、あまり演出業に乗り気ではなかったとされるが、やがて演出を本業とする。
1986年に『うる星やつら』の放映が終了すると、後番組となった『めぞん一刻』のチーフ・ディレクターに引き続き就任。しかし、半年後にやまざきを含めたメインスタッフが交代することとなり、退任している。その後は、主にサンライズとマッドハウスの作品で活動。
2011年、妻の出身国であるフィリピンに移住。永住を考えていたが、2013年に糖尿病で体調を崩し、右足の膝から下を切断。以降は妻と共に日本へ帰国し、群馬県の老人ホームで暮らしているという。
仕事で気をつけていることには、迷惑をかけないことを挙げている。
好きな映画は、フェデリコ・フェリーニの『道』。好きな小説は、いとうせいこうの『ノーライフキング』。

## 主な参加作品

### テレビアニメ
- ど根性ガエル（1972年）作画監督、原画
- ジャングル黒べえ（1973年）動画
- ゼロテスター 地球をまもれ!（1973年）
- 宇宙戦艦ヤマト（1973年）作画監督、原画
- 柔道讃歌（1974年）作画
- ゴワッパー5 ゴーダム（1976年）作画監督
- 超電磁マシーン ボルテスV（1978年）絵コンテ、演出
- 闘将ダイモス（1978年）演出、作画監督
- 無敵超人ザンボット3（1978年）絵コンテ、演出
- エースをねらえ!（1979年）作画監督、原画
- ザ☆ウルトラマン（1979年）絵コンテ、演出
- 機動戦士ガンダム（1979年）絵コンテ、作画監督
- 無敵鋼人ダイターン3（1979年）絵コンテ、演出、作画監督
- くじらのホセフィーナ（1979年）
- ずっこけナイトドンデラマンチャ（1980年）絵コンテ、演出
- タイムパトロール隊オタスケマン（1980年）作画監督
- とんでも戦士ムテキング（1980年）演出
- フウムーン（1980年）原画[2]
- 怪物くん（1980年）絵コンテ
- 太陽の使者 鉄人28号（1980年）絵コンテ
- アニメ親子劇場（1981年）演出
- ゴールドライタン（1981年）
- 忍者ハットリくん（1981年）演出
- 名犬ジョリィ（1981年）作画監督、原画
- 戦闘メカ ザブングル（1982年）作画監督
- うる星やつら（1981年版）（1982年 - 1986年）チーフディレクター（※130話～）、絵コンテ、演出、脚本、作画監督
- 銀河漂流バイファム（1983年）絵コンテ
- ドテラマン（1986年）絵コンテ
- めぞん一刻（1986年）チーフディレクター、絵コンテ、演出 ※26話まで
- シティーハンター（1986年）絵コンテ
- ミスター味っ子（1987年）絵コンテ
- 機甲戦記ドラグナー（1987年）作画監督
- 赤い光弾ジリオン（1987年）絵コンテ
- シティーハンター2（1987年）絵コンテ
- 青いブリンク（1989年）絵コンテ
- シティーハンタースペシャル グッドバイ・マイ・スイートハート（1997年）総監督[3]
- 無限のリヴァイアス（1999年）絵コンテ
- BRIGADOON まりんとメラン（2000年）絵コンテ
- アルジェントソーマ（2000年）絵コンテ
- ゲートキーパーズ（2000年）絵コンテ
- 闇の末裔（2000年）絵コンテ
- スクライド（2001年）絵コンテ
- アストロボーイ・鉄腕アトム（2003年）絵コンテ、演出
- 夢使い（2006年）監督、絵コンテ
- CLAYMORE（2007年）絵コンテ
- NARUTO -ナルト- 疾風伝（2007年）原画
- Yes!プリキュア5 Go Go!（2008年）演出
- あかね色に染まる坂（2008年）絵コンテ
- フレッシュプリキュア!（2008年）演出
- ヤッターマン（2008年）絵コンテ、演出
- 遊☆戯☆王5D's（2008年）原画
- 花咲ける青少年（2009年）絵コンテ
- 明日のよいち!（2009年）絵コンテ
- 閃光のナイトレイド（2010年）原画

### 劇場アニメ
- うる星やつら2 ビューティフル・ドリーマー（1984年）作画監督、キャラクターデザイン
- うる星やつら3 リメンバー・マイ・ラブ（1985年）監督
- うる星やつら4 ラム・ザ・フォーエバー（1986年）監督、脚本
- ファイブスター物語（1989年）監督
- 風の名はアムネジア（1990年）監督、脚本
- スレイヤーズ（1995年）総監督、脚色
- 劇場版 ヤッターマン 新ヤッターメカ大集合! オモチャの国で大決戦だコロン!（2008年）
- 劇場版 マクロスF 恋離飛翼 〜サヨナラノツバサ〜（2011年）原画

### OVA
- うる星やつら アイム THE 終ちゃん（1986年）監督
- ザ・サムライ（1987年）総監督
- 敵は海賊〜猫たちの饗宴〜「猫いらず大騒動」（1989年）監督
- 江口寿史のなんとかなるでショ!（1990年）絵コンテ、演出
- ぼくの地球を守って（1993年 - 1994年）監督、構成
- BRONZE ZETSUAI since 1989（1996年）総監督、絵コンテ、構成
- スレイヤーズすぺしゃる（1996年）脚本
- KIZUNA -絆- 恋のから騒ぎ（2001年）監督、絵コンテ、演出、脚本
- SUPERNATURAL: THE ANIMATION（2011年）原画

### ゲーム
- サンパギータ（1998年）原作シナリオ
- BLOOD THE LAST VAMPIRE（2000年）ストーリー原案、脚本